# Verkehrshaus der Schweiz
Het Verkehrshaus der Schweiz (Nederlands: Verkeersmuseum van Zwitserland) is gevestigd in Luzern en opende zijn deuren in juli 1959. Het museum biedt een overzicht van alle soorten vervoer, waaronder treinen, auto's, schepen en luchtvaart, evenals communicatietechnologie. Het is het populairste museum van Zwitserland. Het Verkehrshaus herbergt ook een museum met werken van de Luzerner kunstenaar Hans Erni.

## Geschiedenis
De oorsprong van het museum gaat terug tot 1897, toen de eerste pogingen ondernomen werden om een spoorwegmuseum op te richten. Na een nationale tentoonstelling in 1914 werd door de Zwitserse federale spoorwegen in 1918 het Zwitsers Spoorwegmuseum opgericht in Zürich. Na verloop van tijd kwamen er ook andere vormen van transport bij en in 1942 werd de Zwitserse transportmuseumvereniging opgericht. Naast de Zwitserse federale spoorwegen maakten ook het Zwitserse post, telegrafie en telefoniebedrijf en diverse andere private organisaties voor vervoer, handel, industrie en toerisme deel uit van deze vereniging. Nadat er in Zürich geen geschikte locatie voor het geplande museum kon gevonden worden, bood de stad Luzern een terrein van 2,25 hectare aan, grenzend aan het Vierwoudstrekenmeer. De bouw begon in 1957, het museum werd twee jaar later op 1 juli 1959 geopend. In 1969 werd een planetarium toegevoegd en in 1972 een ruimtevaarthal.
Bij een storm in de nacht van 21 op 22 augustus 2005 vond een overstroming plaats waardoor een deel van het museum, waaronder de kelderruimten van de navigatie- en luchtvaartafdelingen, onder water kwam te staan en de collectie schade opliep.

## Afdelingen
Het museum is onderverdeeld in verschillende afdelingen:
- Spoorverkeer
- Wegverkeer
- Luchtvaart
- Ruimtevaart
- Scheepvaart
- Kabelbanen
- Media World
- Hans Erni Museum

## Attracties
Het museum biedt behalve exposities diverse attracties:
- Planetarium
- IMAX-bioscoop
- Swiss Chocolate Adventure: een multimediatentoonstelling die de weg van cacaoboon tot Zwitserse chocolade toont
- The Edge: een simulatie waarmee men de laatste meters van de Matterhorn kan beklimmen met behulp van VR-technologie en een 360° filmproductie